# Диола (народ)

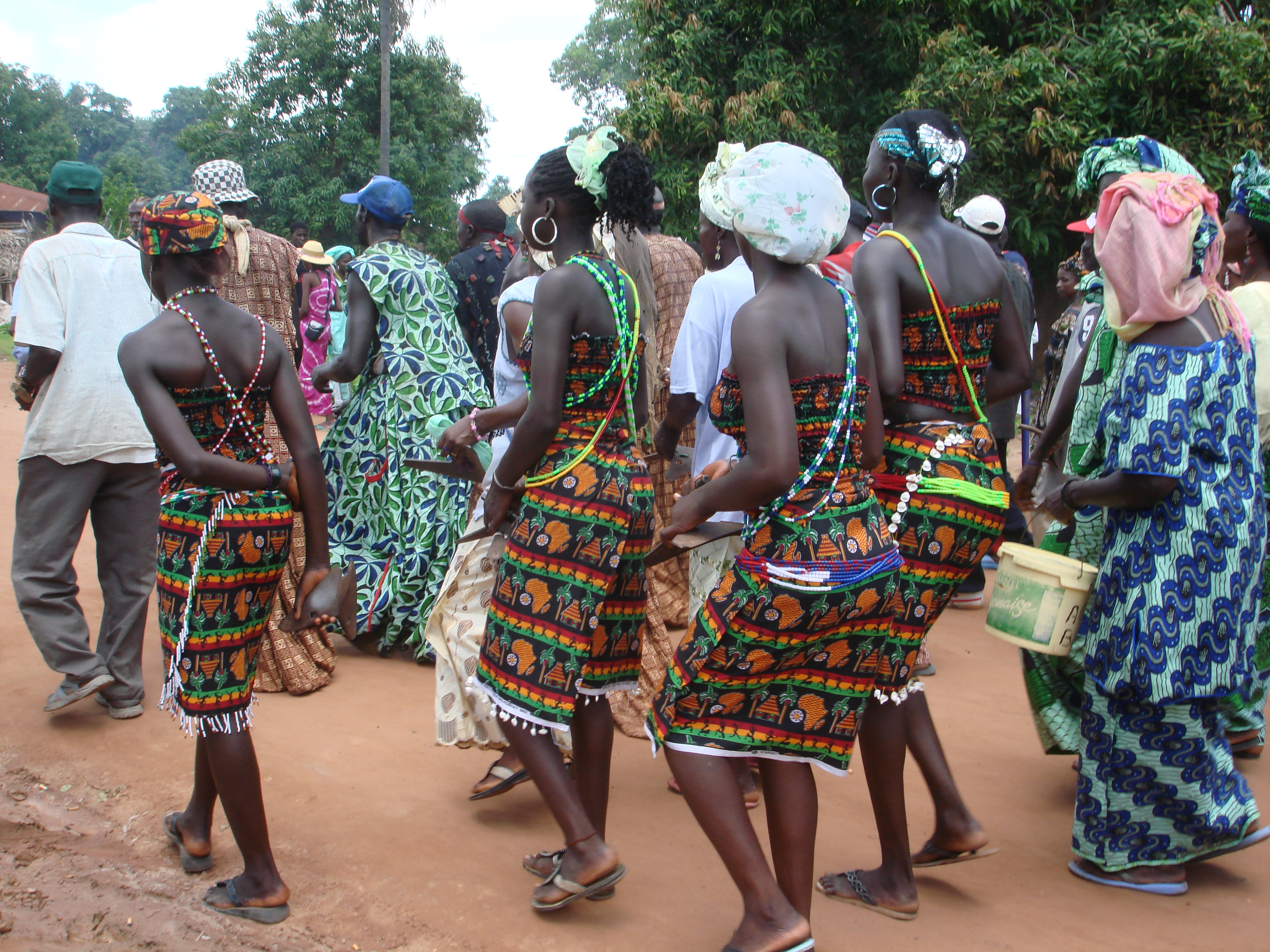
Молодые женщины диола

Дио́ла (джола, йола) — народ, населяющий Атлантическое побережье Южного Сенегала, Гамбии и португальской Гвинее-Бисау между реками Гамбия и Кашеу. Общая численность населения составляет более 532 тыс. человек. Язык диола относится к атлантическим западным языкам нигеро-кордофанской семьи, имеет разнообразие диалектов, таких как бандьял, блисс, булуф, комбо, фони, хоер, эсулау, фулуп, хулон, хулуф, каса и др. Племена диола: фелуп (хулуф, карон), байот, дийват, фильхам, или фулун, фони, родственное племя манджак и др. Большинство членов народа диола — мусульмане-сунниты, часть сохраняет древние традиционные верования, есть небольшие группы христиан.

## История
Изначально народ диола занимал побережье Атлантического океана от Зелёного мыса до реки Казаманс. Народ диола полагает, что они предшествовали народам манде и фульбе и проживали вдоль побережья Атлантического океана на территории Сенегамбии, но мигрировали в Казаманс ещё до XIII в. Появление раннеполитических образований приходится на XIV—XV вв., при этом существовала зависимость от государства Мали.

## Общество
В отличие от других народов, проживающих на территории Сенегамбии, народ диола не является иерархическим. Таким образом, у него нет таких систем социальных образований, как рабы, дворяне, рабочие и т. д. Хотя происхождение диола ещё неизвестно, всё же учёные установили, опираясь как на устные, так и на письменные источники, что этот народ является самым древним жителем Гамбии и одним из коренных народов области Сенегамбии. Сельская община составляет основу социальной организации, большие семьи, составляющие роды, возглавлялись вождями. Каждая такая община в основном достаточно крупная, чтобы иметь собственное название и независимость.
Как большинство местных этнических групп района Сенегамбии, диола не вели масштабную политику, развитую не более уровня деревни по сравнению с мигрировавшими группами. Но это не значит, что они не развили сложную политическую систему. Эгалитарная природа их обществ (достаточно редкое явление в обществе в целом), ограниченная деревенской средой, позволила из создать политическую систему, основанную на всеобщем самосознании, которое в свою очередь было достигнуто благодаря обрядам инициирования. Можно сказать, что достигнутый политический успех в деревне являлся своего рода социализмом и был тесно связан с религиозной верой в Бэкина, так же является следствием соблюдения чётких правил администрирования и наказаний.

## Культура

### Хозяйство
Хотя у диола очень разнообразна традиционная хозяйственная деятельность, как например, ловля рыбы, выращивание арахиса, изготовление пальмового вина и пальмового масла, их основное занятие — рисовое культивирование, тесно связанное с их религией. Знание орошаемого рисопроизводства у них было ещё задолго до приезда европейцев в эту область. Выращивание риса главным образом забота женщин. Мужчины же заняты выращиванием проса, манго, арахиса, сорго, папайи и других культур. Диола отличные животноводы. Помимо развода домашнего скота (свиней, коров, коз, овец, кур, уток), отлично развито морское рыболовство и отходничество на арахисовые плантации в Гамбию. Часть населения диола занята в торговле. Хорошо развито ремесло. Например, по сей день используются старинные традиции плетения корзин, изготовления посуды и строительства домов.

### Быт
Жилища прямоугольной формы, стены которых сплетены из тростника и лозы, обмазаны глиной, часто разукрашены. Традиционно одеждой людей народа диола являлись обёрнутый вокруг пояса кусок ткани, а также широкие рубахи. Основная пища состоит из разнообразных похлёбок и каш, рыбы и овощей.

## Религия
Диола — последний народ в Сенегамбии, который принял ислам. Но, несмотря на это, они все ещё чтут и проводят важнейшие ритуалы их предков. У диола есть понятие о едином Боге, которого они связывают с природными явлениями, такими как небо, дождь и год. Они зовут этого бога Эмит, или Ата Эмит. Буквально это значит «Тот, кому принадлежит Вселенная» или «Основной владелец Вселенной». Как в любой другой религии, диола имеют свои талисманы, святые места, где они общаются с богом (но не поклоняются). Народ диола верит, что эти сверхъестественные духи могут защитить их семьи, деревни, рисовые поля. Верили также, что они смогут защитить их от перехода в ислам или христианство. Эти духи диола называют Бэкин, или Энирти. С первого взгляда можно подумать, что диола не имеют Бога и верят исключительно в могущество духов, так как они совершают жертвоприношения Бэкину. Но человек диола очень чётко определяет грань между Ата Эмитом и Бэкином. Ещё задолго до прихода к ним ислама и христианства, Диола особо внимательны были к соблюдению всех правил похоронной церемонии. Они верят, что только через церемонию, выполненную с великим уважением к усопшему и строгим соблюдением обрядов, его душа сможет выполнить своё последнее предназначение, присоединится к своим предкам; нужно жить хорошей жизнью. Душа человека, жившего плохой жизнью, после смерти в наказание становится изгнанным духом, обреченным на вечные страдания. Изгнанные души касса (подгруппа народа диола) называют халова — блуждающие духи.
Развиты музыкальный фольклор, прикладное искусство и исторический эпос.